# Ruthy Gertwagen
Ruthy Gertwagen (auch Ruthi Gertwagen; * 1952; † 28. Februar 2022) war eine israelische Historikerin an der Universität Haifa, die sich vor allem mit der Geschichte der mediterranen Seefahrt auseinandersetzte, aber auch der des Schwarzen Meeres. Dabei konzentrierte sie sich auf Venedig, Genua und Byzanz in Mittelalter und früher Neuzeit. Hinzu kamen Fragen der Ökologie dieses Raumes, aber auch der Archäologie Palästinas.

## Veröffentlichungen (Auswahl)
- The Venetian Port of Candia, Crete (1299–1363): Construction and Maintenance, in: Irad Malkin, Robert L. Hohlfelder (Hrsg.): Mediterranean Cities. Historical Perspectives, London 1988, S. 141–158.
- Maritime Activity Concerning the Ports and Harbours of Cyprus from 12th to the Late 16th Centuries, in: Nicholas Coureas, Jonathan Riley-Smith (Hrsg.): Cyprus and The Crusades, Cyprus Research Centre in Collaboration with the Society for the Study of the Crusades and the Latin East, Nikosia 1995, S. 511–538.
- Geniza Letters: Maritime Difficulties along the Alexandria-Palermo Route, in: Sophia Menache (Hrsg.): Communication in The Jewish Diaspora. The Pre-Modern World, Leiden / New York 1996, S. 73–90.
- L’isola di Creta e I suoi porti (dalla fine del XII secolo alla fine del XV secolo), in: Gherardo Ortalli (Hrsg.): Creta e Venezia, Venedig 1998, S. 337–365.
- (Hrsg.): Pirates, The Skull and Crossbones, Haifa 2002 (engl. und hebr.)
- The Venetian Colonies in the Ionian and Aegean Seas in Venetian Defense Policy in the fifteenth Century, Journal of Mediterranean Studies 12 (2002) 351–384.
- Harbours and facilities along the eastern Mediterranean sea lanes to Outremer, in: John H. Pryor (Hrsg.): Logistic of Warfare in the Age of the Crusades. Proceedings of a Workshop Held at the Centre for Medieval Studies, University of Sydney, 30 September to 4 October 2002, 2006, S. 95–118 academia.edu
- Corfu and its port in the Venetian policy in the Eastern Mediterranean in the Late Medieval and Early Modern Period (14th and 15th centuries), in: Journal of International Maritime History 19,1 (2007) 181–210.
- The Contribution of Venice's Colonies to its Naval Warfare in the Eastern Mediterranean in the Fifteenth Century, in: Rossella Cancilla (Hrsg.): Mediterraneo in Armi (secc. XV-XVIII) 4 (2007) 53–110. (academia.edu)
- (Hrsg.): When Humanities Meet Ecology. Historic changes in the Mediterranean and Black Sea marine biodiversity and ecosystems since the Roman period until nowadays. Languages, methodologies and perspectives, Istituto Superiore per la Protezione e la Ricerca Ambientale, Rom 2011. (academia.edu)
- Fiscal and Technological Limitations on Venetian Military Engineers in the Stato da Mar in the fourteenth and fifteenth centuries, in: Ruce Lenman (Hrsg.): Military Engineers and the Making  of the Early Modern State, Dundee University Press, 2013.
- Venice, Genoa and the fights over the Island of Tenedos (Late fourteenth and early fifteenth centuries), in: Venice and the Mediterranean, Sonderausgabe hgg. v. Ruthy Gertwagen, Jean-Claude Hocquet, in: Studi Veneziani 57 (2013) 329–381. (academia.edu)
- Venice's Policy towards the Islands in the Ionian and Aegean Seas, 13th to 15th centuries, in: International Journal of Maritime History 26,3 (2014) 529–548. (academia.edu)
- mit Elizabeth Jeffreys: Shipping, Trade and Crusade in the Medieval Mediterranean, Studies in Honour of John Pryor, Ashgate, 2012.
- mit Tonnes Nielsen-Bekker (Hrsg.): The Inland Seas. Towards an ecohistory of the Mediterranean and the Black Sea (Geographica Historica), Franz Steiner, Stuttgart 2016.
- The naval power of Venice in the eastern Mediterranean in the Middle Ages, in: Michel Balard, Christian Buchet (Hrsg.): The Sea in History, the Middle Ages, Boydell & Brewer, Woodbridge 2017, S. 170–184.